# Püspökladány (stacja kolejowa)
Püspökladány (węg. Püspökladány vasútállomás) – stacja kolejowa w Püspökladány, w komitacie Hajdú-Bihar, na Węgrzech. 
Stacja jest ważnym węzłem kolejowym na linii 100 Budapest – Cegléd – Szolnok – Debrecen – Nyíregyháza i obsługuje pociągi wszystkich kategorii. W 1857 roku, został zbudowany budynek dworca w stylu romantycznym, zaprojektowany przez Tiszavidéki Vasúttársaság. Dziś jest obiektem zabytkowym.

## Linie kolejowe
- Linia 100 Budapest – Cegléd – Szolnok – Debrecen – Nyíregyháza
- Linia 101 Püspökladány – Biharkeresztes
- Linia 128 Békéscsaba – Püspökladány